# Campionati mondiali di sollevamento pesi 2022 - 109 kg maschile
Le gare di sollevamento pesi della categoria fino a 109 kg maschile — pesi massimi — dei campionati mondiali del 2022 si sono svolte il 15 dicembre 2022 a Bogotà presso la Gran Carpa Américas Corferias.

## Programma
L'orario indicato corrisponde a quello colombiano (UTC-05:00)
| Data             | Orario | Evento   |
| ---------------- | ------ | -------- |
| 15 dicembre 2022 | 14:00  | Gruppo B |
| 15 dicembre 2022 | 19:00  | Gruppo A |

## Medagliati
Per ciascun esercizio, i primi tre classificati sono i seguenti:
| Esercizio | Oro              | Oro    | Argento          | Argento | Bronzo      | Bronzo |
| --------- | ---------------- | ------ | ---------------- | ------- | ----------- | ------ |
| Strappo   | Ruslan Nurudinov | 177 kg | Mehdi Karami     | 176 kg  | Aymen Bacha | 175 kg |
| Slancio   | Ruslan Nurudinov | 220 kg | Georgi Chkheidze | 219 kg  | Rafel Cerro | 214 kg |
| Totale    | Ruslan Nurudinov | 397 kg | Georgi Chkheidze | 389 kg  | Rafel Cerro | 388 kg |

## Record
Prima di questa competizione, i record mondiali esistenti erano i seguenti:
| Record mondiale | Strappo | Yang Zhe          | 200 kg | Tashkent, Uzbekistan  | 24 aprile 2021  |
| Record mondiale | Slancio | Ruslan Nurudinov  | 241 kg | Tashkent, Uzbekistan  | 24 aprile 2021  |
| Record mondiale | Totale  | Simon Martirosyan | 435 kg | Aşgabat, Turkmenistan | 9 novembre 2018 |

## Risultati
| Pos. | Atleta                   | Gr. | Peso atleta | Strappo (kg) | Strappo (kg) | Strappo (kg) | Strappo (kg) | Slancio (kg) | Slancio (kg) | Slancio (kg) | Slancio (kg) | Totale |
| Pos. | Atleta                   | Gr. | Peso atleta | 1            | 2            | 3            | Pos.         | 1            | 2            | 3            | Pos.         | Totale |
| ---- | ------------------------ | --- | ----------- | ------------ | ------------ | ------------ | ------------ | ------------ | ------------ | ------------ | ------------ | ------ |
|      | Ruslan Nurudinov (UZB)   | A   | 108.80      | 177          | 177          | 180          |              | 217          | 220          | 220          |              | 397    |
|      | Giorgi Chkheidze (GEO)   | A   | 108.40      | 170          | 175          | 175          | 6            | 210          | 217          | 219          |              | 389    |
|      | Rafael Cerro (COL)       | A   | 109.00      | 165          | 172          | 174          | 4            | 205          | 211          | 214          |              | 388    |
| 4    | Mehdi Karami (IRI)       | A   | 108.50      | 170          | 174          | 176          |              | 210          | 216          | 216          | 7            | 386    |
| 5    | Aymen Bacha (TUN)        | A   | 108.90      | 173          | 175          | 177          |              | 211          | 215          | 215          | 5            | 386    |
| 6    | Dong Bing-cheng (TPE)    | A   | 108.00      | 163          | 163          | 167          | 9            | 202          | 202          | 211          | 6            | 378    |
| 7    | Zaza Lomtadze (GEO)      | A   | 106.90      | 157          | 163          | 166          | 10           | 202          | 212          | 212          | 4            | 378    |
| 8    | Paweł Samoraj (POL)      | A   | 108.40      | 169          | 173          | 173          | 8            | 201          | 202          | 205          | 8            | 371    |
| 9    | Óscar Garcés (COL)       | A   | 103.30      | 160          | 170          | 170          | 7            | 200          | 210          | 212          | 10           | 370    |
| 10   | Josué Medina (MEX)       | B   | 108.20      | 155          | 160          | 162          | 11           | 195          | 195          | 200          | 12           | 357    |
| 11   | Sargis Martirosjan (AUT) | B   | 108.60      | 165          | 170          | 172          | 5            | 186          | 190          | 190          | 14           | 356    |
| 12   | Artur Mugurdumov (ISR)   | B   | 102.50      | 155          | 155          | 159          | 14           | 196          | 201          | 203          | 9            | 356    |
| 13   | José Familia (DOM)       | B   | 108.70      | 153          | 158          | 161          | 12           | 194          | 197          | 197          | 13           | 355    |
| 14   | Hannes Keskitalo (FIN)   | B   | 108.60      | 150          | 155          | 156          | 15           | 195          | 200          | 203          | 11           | 345    |
| 15   | Arnas Šidiškis (LTU)     | B   | 108.10      | 150          | 155          | 160          | 13           | 180          | 190          | 190          | 15           | 335    |
| —    | Hernán Viera (PER)       | B   | 108.60      | 140          | 145          | 145          | 16           | —            | —            | —            | —            | —      |